# Arthur Hohl

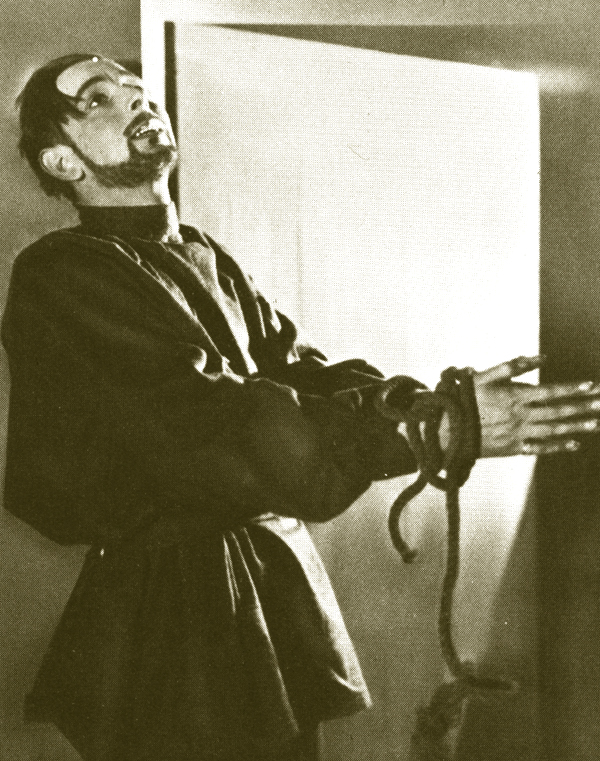
Arthur Hohl in einer Theaterrolle (unbekannte Datierung)

Arthur Hohl (21. Mai 1889 in Pittsburgh, Pennsylvania – 10. März 1964 im Los Angeles County, Kalifornien) war ein US-amerikanischer Theater- und Filmschauspieler.

## Leben
Arthur Hohl begann seine Schauspielkarriere am Theater und war von 1917 bis 1932 regelmäßig am Broadway zu sehen. Dort spielte er in mehreren Produktionen, darunter Ibsens Gespenster und Shaws Frau Warrens Gewerbe. Sein Filmdebüt machte er bereits 1924, jedoch trat er erst ab 1932 regelmäßig in Filmen auf. In diesen wurde der hochgewachsene, hager wirkende Hohl ein vielbeschäftigter Nebendarsteller, der meist Schurken oder allgemeiner neurotische Charaktere verkörperte. So notierte der All Movie Guide zu Hohl: „Mit eindringlichen Augen und einem Verhalten von falscher Untertänigkeit schleimte Hohl seinen Weg durch viele schurkenhafte oder etwas diebische Rollen.“
Im Laufe seiner Karriere drehte Hohl in den fast allen Genres und für die meisten der großen Filmstudios in Hollywood. In Cecil B. DeMilles Historienstreifen Cleopatra übernahm er beispielsweise 1934 die Rolle des Brutus, der den Mord an seinem Ziehvater Caesar plant. Er spielte in mehreren der Sherlock-Holmes-Filme mit Basil Rathbone und Nigel Bruce, so als unterwürfiger Diener von Professor Moriarty in Die Abenteuer des Sherlock Holmes (1939) und als kanadischer Wirt, der zum Hauptverdächtigen eines Mordes wird, in Die Kralle (1944). Gelegentlich erhielt er auch die Chance zu freundlicheren Rollen, so etwa im Horrorfilm Insel der verlorenen Seelen (1932), wo er dem Heldenpaar zur Flucht von der Insel verhilft. Eine seiner letzten Rollen übernahm Hohl 1947 als Immobilienmakler in Charlie Chaplins schwarzer Komödie Monsieur Verdoux, zwei Jahre später zog er sich nach über 100 Filmen von der Leinwand zurück.
Fünfzehn Jahre nach seinem letzten Film starb Arthur Hohl im März 1964 mit 74 Jahren im Los Angeles County.

## Filmografie (Auswahl)
- 1924: Wolfe and Montcalm
- 1924: The Puritans
- 1924: It Is the Law
- 1932: Im Zeichen des Kreuzes (In Sign of the Cross)
- 1932: Die Insel der verlorenen Seelen (Island of Lost Souls)
- 1932: Der Abend des 13. Juni (The Night of June 13)
- 1933: The Kennel Murder Case
- 1933: Man’s Castle
- 1933: Parade im Rampenlicht (Footlight Parade)
- 1933: Baby Face
- 1933: The Life of Jimmy Dolan
- 1933: Kinder auf den Straßen (Wild Boys of the Road)
- 1933: Der Detektiv und die Spielerin (Private Detective 62)
- 1934: A Modern Hero
- 1934: Cleopatra
- 1934: Bulldog Drummond schlägt zurück (Bulldog Drummond Strikes Back)
- 1934: Ein feiner Herr (Jimmy the Gent)
- 1935: Super-Speed
- 1935: Stadtgespräch (The Whole Town’s Talking)
- 1935: Novak liebt Amerika (Romance in Manhattan)
- 1935: Wenn sie nur kochen könnte (If You Could Only Cook)
- 1936: Signale nach London (Lloyds to London)
- 1936: Die Teufelspuppe (The Devil Doll)
- 1936: Show Boat
- 1938: Stablemates
- 1939: They Shall Have Music
- 1939: Der Glöckner von Notre Dame (The Hunchback of Notre Dame)
- 1939: Blackmail
- 1939: Die Abenteuer des Sherlock Holmes (The Adventures of Sherlock Holmes)
- 1940: Blondie Has Servant Trouble
- 1941: Das sind Kerle (Men of Boys Town)
- 1942: Nacht im Hafen (Moontide)
- 1942: Abenteuer in der Südsee (Son of Fury: The Story of Benjamin Blake)
- 1943: Eine Frau für den Marshall (The Woman of the Town)
- 1944: Mystery of the River Boat
- 1944: Die Kralle (The Scarlet Crawl)
- 1944: Das Spinnennest (Sherlock Holmes and the Spider Woman)
- 1944: Irish Eyes Are Smiling
- 1945: Liebesbriefe (Love Letters)
- 1945: Der dünne Mann kehrt heim (The Thin Man Goes Home)
- 1946: Die Wildnis ruft (The Yearling)
- 1947: Ein Leben wie ein Millionär (It Happened on 5th Avenue)
- 1947: Monsieur Verdoux
- 1948: Die drei Musketiere (The Three Musketeers)
- 1948: Startbahn ins Glück (You Gotta Stay Happy)
- 1949: Seemannslos (Down to the Sea in Ships)